# Râul Bădești, Someș
Râul Bădești este un curs de apă, afluent al râului Borșa. 